# Cherven Peak
Der Cherven Peak (englisch; bulgarisch връх Червен wrach Tscherwen) ist ein 224 m hoher und felsiger Berg auf Rugged Island im Archipel der Südlichen Shetlandinseln. Er ragt 1,04 km westlich des Herring Point, 0,83 km nördlich des San Stefano Peak, 3,9 km ostsüdöstlich des Kap Sheffield und 0,7 km südöstlich des Ivan Vladislav Point auf.
Spanische Wissenschaftler kartierten ihn 1992, bulgarische 2009. Die bulgarische Kommission für Antarktische Geographische Namen benannte ihn 2006 nach verschiedenen Ortschaften in Bulgarien.